# One World Trade Center
El One World Trade Center (también llamado 1 World Trade Center, One WTC y 1 WTC), originalmente conocido como Torre de la Libertad (en inglés, Freedom Tower), es el edificio principal del actual complejo World Trade Center. Ubicado en el Bajo Manhattan (Nueva York, Estados Unidos), es el rascacielos más alto del hemisferio occidental y el séptimo rascacielos más alto del mundo, a fecha de agosto de 2022. El edificio tiene el mismo nombre que la Torre Norte del World Trade Center original, destruida por completo en los atentados terroristas del 11 de septiembre de 2001. El nuevo rascacielos se alza en la esquina noroeste del sitio del World Trade Center, de 6,5 ha, ocupando el lugar del 6 World Trade Center original. La torre limita al oeste con West Street, al norte con Vesey Street, al sur con Fulton Street y al este con Greenwich Street y ocupa el puesto número 7 en los rascacielos más altos del mundo.
El arquitecto del edificio es David Childs, del estudio Skidmore, Owings & Merrill (SOM), que es conocido por haber diseñado el Burj Khalifa y la Torre Willis. El 27 de abril de 2006 comenzaron los trabajos de construcción para la reubicación de las instalaciones de servicios, equipamientos y cimentación para el nuevo edificio. El One World Trade Center se convirtió en la estructura más alta de Nueva York el 30 de abril de 2012, cuando sobrepasó la altura del edificio Empire State. La estructura de acero de la torre fue coronada el 30 de agosto de 2012. El 10 de mayo de 2013 se instaló el último componente de la aguja, alcanzando una altura total de 541 metros, que equivalen a 1776 pies, cifra simbólica que resulta ser el año de la Declaración de Independencia de los Estados Unidos (4 de julio de 1776). El edificio abrió sus puertas el 3 de noviembre de 2014.
Se suponía que el rascacielos se llamaría "Torre de la Libertad (Freedom Tower)", pero oficialmente el 30 de marzo de 2009, la Autoridad Portuaria de Nueva York y Nueva Jersey comunicó que el edificio sería oficialmente conocido por su nombre legal de «One World Trade Center», en lugar de «Freedom Tower». El rascacielos tiene un total de 94 plantas de altura.
El nuevo complejo World Trade Center cuenta con otros cinco rascacielos de oficinas a lo largo de Greenwich Street, así como el National September 11 Memorial & Museum, ubicado al sur del One World Trade Center, donde se asentaban las Torres Gemelas. La construcción del nuevo edificio forma parte de los esfuerzos por reconstruir y conmemorar a las víctimas tras la destrucción del complejo original del World Trade Center.

## Diseño

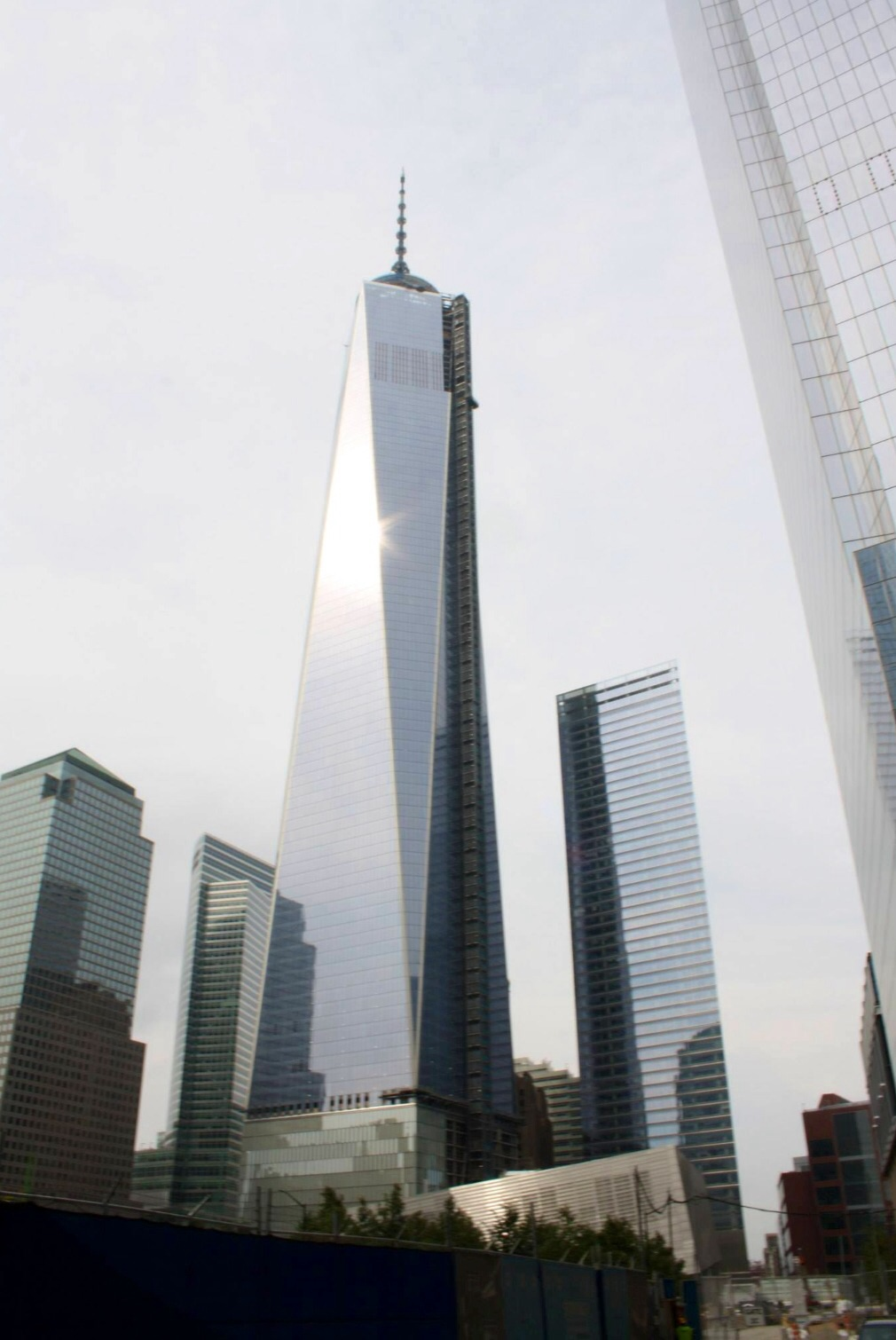
El One World Trade Center en construcción en septiembre de 2013.

El diseño del One World Trade Center incluye 242 000 m² de espacio para oficinas, así como una cubierta de observación y una antena. La torre tiene como base un cuadrado cuyos bordes van girando al aumentar la altura, dando como resultado ocho triángulos isósceles, y el cuadrado final de la torre rota 45° con respecto al cuadrado de la base. El edificio culmina con un parapeto de cristal ubicado a 415 m y 417 m. Un mástil le da soporte a la antena de televisión, la cual está asegurada por un sistema de cables y se eleva desde un anillo circular de soporte, similar a la antorcha de la Estatua de la Libertad, alcanzando los 541 m finales de la torre. En la parte superior de la antena hay un haz de luz que es encendido en las noches y alcanza 300 m por encima del edificio.
En cuanto a las medidas de seguridad, el edificio cuenta con muros de 91 cm de espesor de hormigón reforzado, tres líneas de escaleras extremadamente anchas, una línea de escaleras exclusivas para uso de bomberos, elevadores, sistemas de riego y filtros químicos y biológicos en los conductos de ventilación. El edificio está a 20 m de West Street, a diferencia de las Torres Gemelas, que se encontraban a 8 m en su punto más cercano.
Cerca del edificio está el National September 11 Memorial & Museum, el cual consta de un memorial y un museo en honor a las víctimas. El memorial consta de dos cascadas semi-subterráneas, que se encuentran a 9,1 m por debajo de la superficie, las cuales están localizadas exactamente donde se erguían las Torres Gemelas. Tienen el perímetro exacto de la torre norte y la torre sur. En las paredes de estas, están escritos los nombres completos en bronce de las 3000 víctimas que murieron en los atentados del 11 de septiembre de 2001 y en el atentado al World Trade Center de 1993. El memorial fue inaugurado el 11 de septiembre de 2011, en conmemoración, a los 10 años de los atentados. Bajo las cascadas del memorial está ubicado el museo donde se exhiben fotos de las víctimas y objetos que estuvieron en medio de los atentados, así como también vídeos grabados en los momentos de los ataques terroristas. La inauguración del museo estaba planeada para el 11 de septiembre de 2011, junto con el memorial, pero debido a retrasos se pospuso su inauguración. Finalmente fue inaugurado y abierto al público el 21 de mayo de 2014.

### Proyecto
Tras la destrucción de las Torres Gemelas del World Trade Center, hubo un debate sobre el futuro de la zona. Las propuestas para su reconstrucción comenzaron casi de inmediato, y para 2003, la Corporación de Desarrollo del Bajo Manhattan organizó un concurso para determinar cómo usar el sitio. El rechazo público de la primera ronda de los diseños, los "Conceptos de diseño preliminar", llevó a un segundo concurso, más abierto, en diciembre de 2002, en el que se seleccionó un diseño de Daniel Libeskind.
La propuesta fue criticada por el escaso número de pisos que fueron designados para el espacio de oficinas y otros servicios en un plan temprano. Solo 82 plantas serían habitables, y el espacio total de oficinas de todo el reconstruido World Trade Center se habría reducido en más de 3 millones de pies cuadrados (280 000 m²) en comparación con el complejo original. El límite de suelo fue impuesto por Silverstein, quien expresó su preocupación de que los pisos más altos serían una responsabilidad en el caso de un futuro ataque terrorista u otro incidente. Gran parte de la altura superior de edificio consistía en una gran estructura reticular de acero al aire libre, por encima del techo de la torre, que contenía las turbinas eólicas y los «jardines del cielo». En un diseño posterior, el espacio que podría ser ocupado se convirtió en comparable a la original del World Trade Center, y la red al aire libre se eliminó de los planes. En 2002, el exgobernador de Nueva York George Pataki se enfrentó a acusaciones de amiguismo por supuestamente utilizar su influencia para conseguir la oferta del arquitecto ganador elegido como un favor personal para su amigo y colaborador de campaña, Ron Lauder.
El diseño final para la "Torre de la Libertad" se aprobó oficialmente el 28 de junio de 2005. Para satisfacer las cuestiones de seguridad planteadas por el Departamento de Policía de Nueva York, se añadió una base de hormigón de 187 pies (57 m) en abril de ese año. El diseño original incluía planes para revestir la base de prismas de vidrio para hacer frente a las críticas que decían que parecía un «búnker de hormigón». Sin embargo, resultó inviable, ya que las pruebas preliminares revelaron que el cristal prismático fácilmente se rompe en pedazos grandes y peligrosos. Como resultado, se sustituyó por una fachada simple que consiste en paneles de acero inoxidable y vidrio resistentes a explosiones.
En contraste con el plan original de Libeskind, el diseño final de la torre tiene una base cuadrada que a medida que sube se va convirtiendo en octagonal, hasta que llega al tejado, y se convierte otra vez en cuadrada. Sus diseñadores declararon que la torre sería una «estructura de cristal monolítica que refleja el cielo y está coronada por una antena esculpida».

## Altura

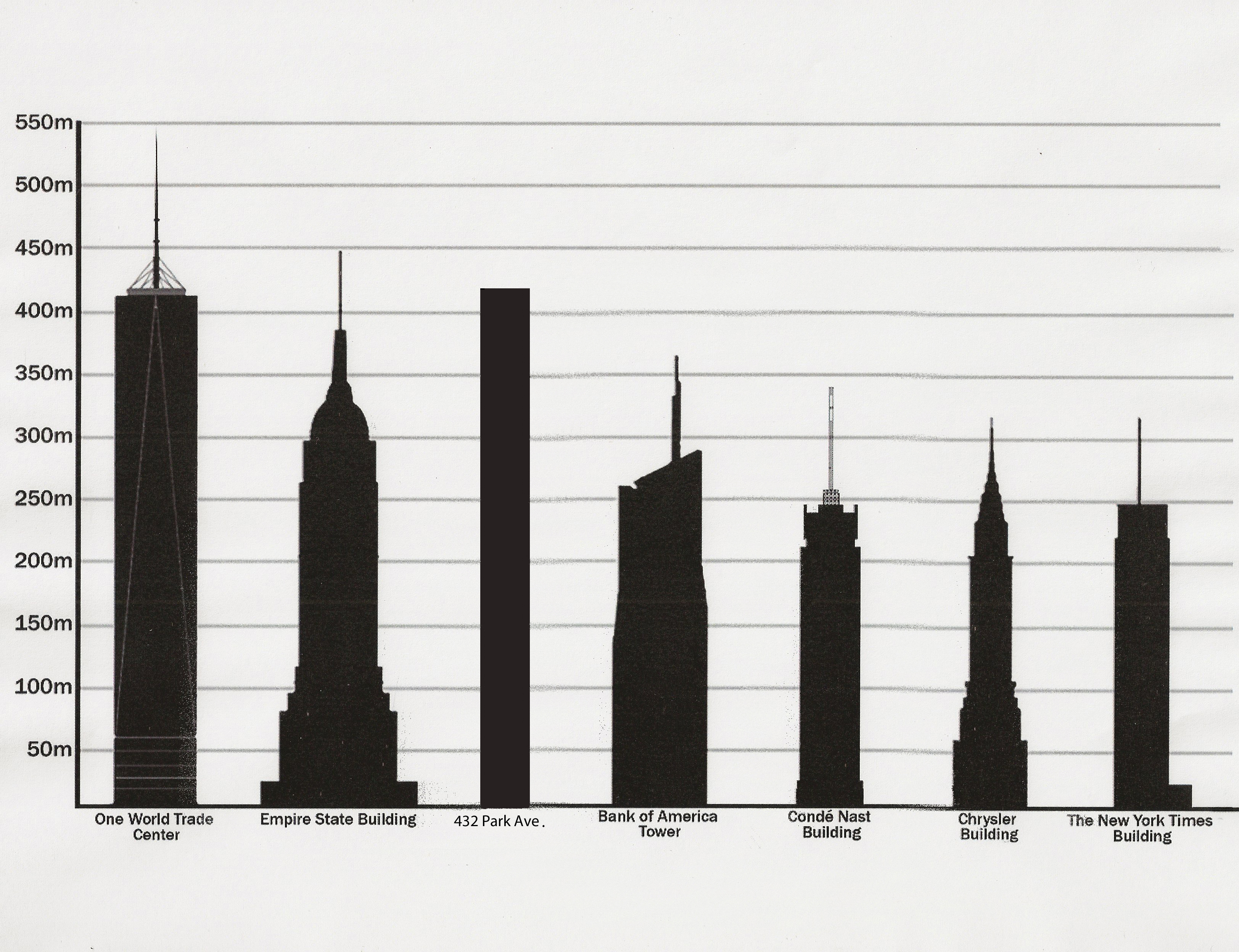
Comparación de edificios de Nueva York.

La azotea (incluyendo el parapeto de 10,16 metros) del One World Trade Center es de 417 metros, la misma altura de la torre 1 del World Trade Center original. Con la altura de la antena, el edificio se alza a 1776 pies (541 m), un número simbólico debido al año de la independencia de los Estados Unidos.
Con 541 metros, el One World Trade Center sobrepasa los 508 metros del Taipei 101 para convertirse en el edificio de oficinas más alto del mundo y el rascacielos más alto del continente americano, sobrepasando a la Torre Willis en Chicago. Sin embargo, la azotea del edificio está 25 metros por debajo de la azotea de la Torre Willis, y es el cuarto edificio más alto del mundo, por debajo del Burj Khalifa, la Torre de Shanghái, y las Torres Abraj Al Bait.

## Construcción

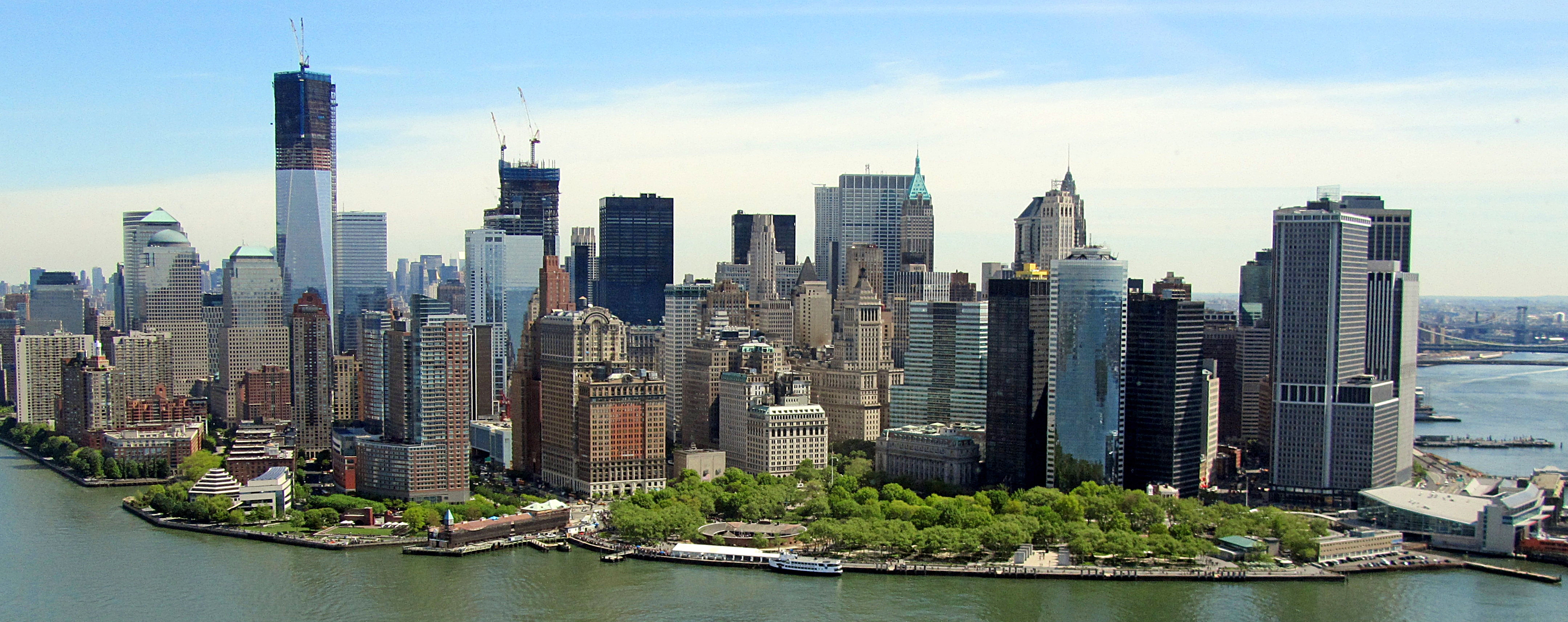
One World Trade Center en construcción en abril de 2012, visto desde un helicóptero.

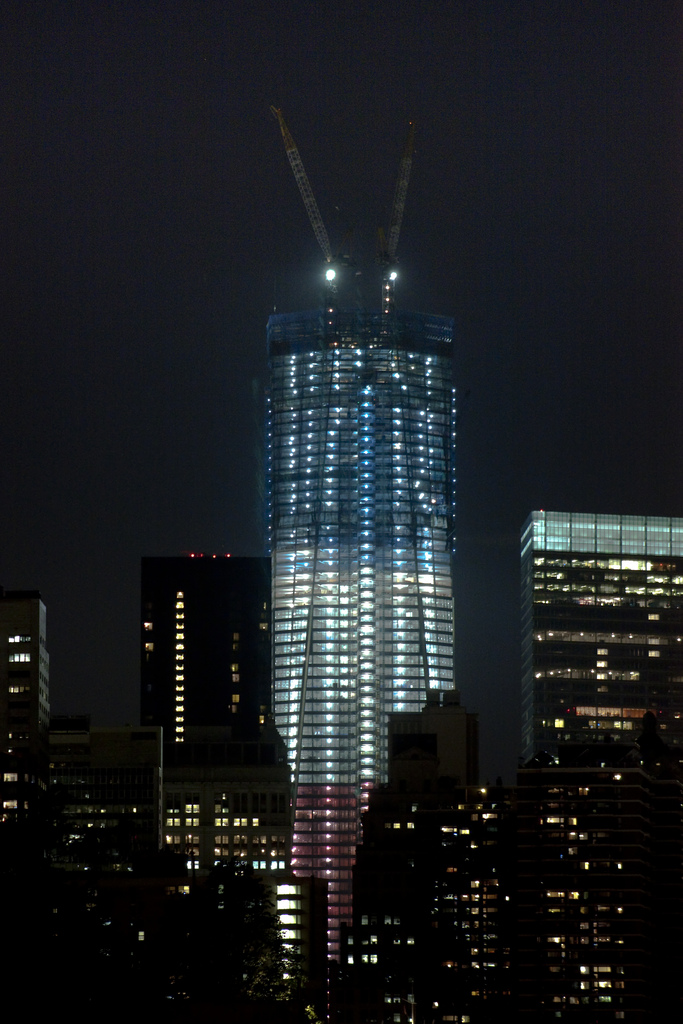
One World Trade Center en construcción. Las luces de color rojo, blanco y azul, simbolizan la bandera estadounidense y fueron temporalmente instaladas para el 10º aniversario de los Ataques Terroristas del 11 de septiembre.

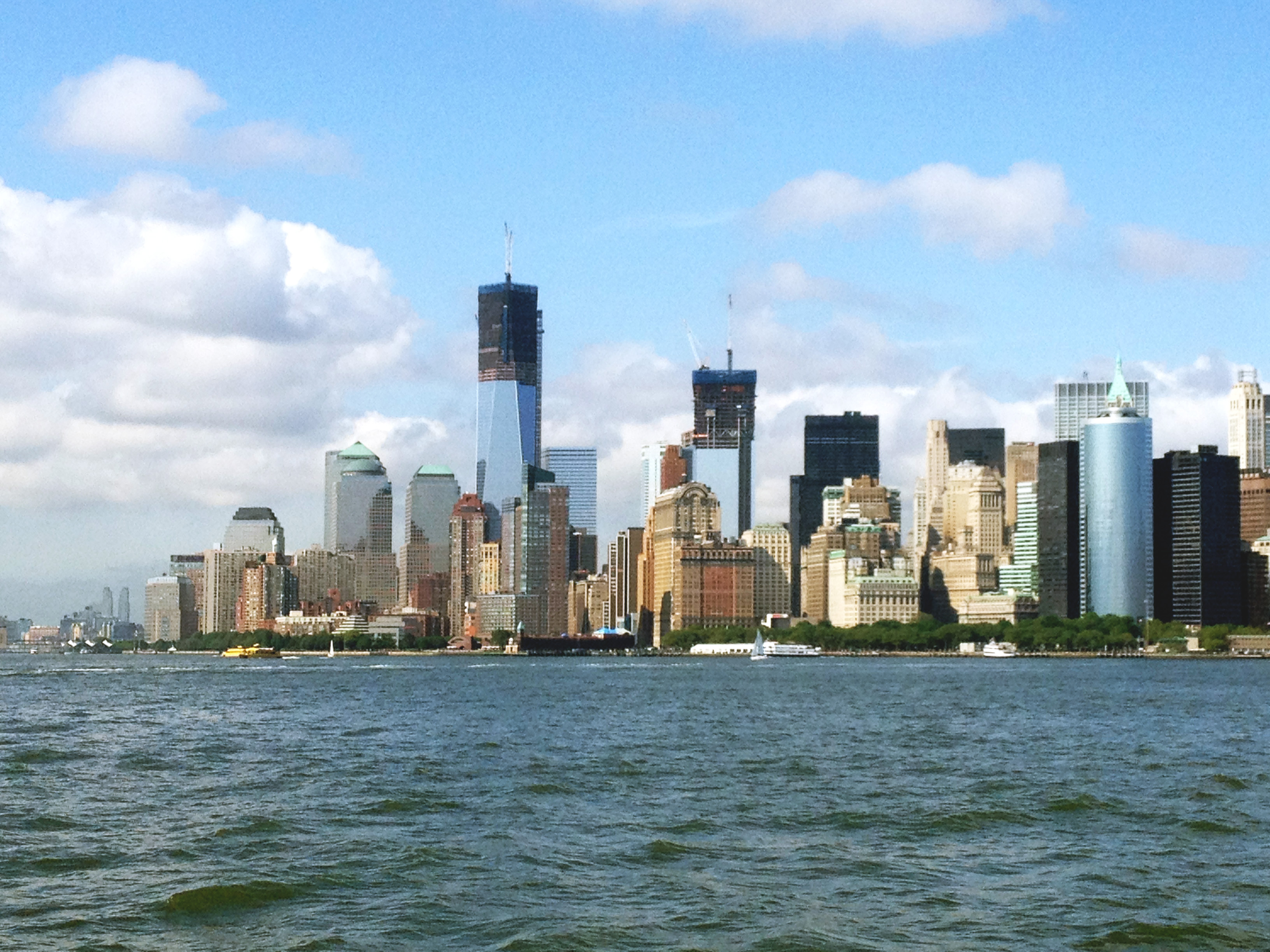
One World Trade Center desde el Ferry a Staten Island, en mayo de 2012.

La colocación de la primera piedra del One World Trade Center se llevó a cabo en una ceremonia el 4 de julio de 2004, pero los trabajos de construcción permanecieron estancados hasta 2006 debido a serias disputas respecto a la seguridad, el dinero y el diseño. Los últimos inconvenientes fueron resueltos el 29 de abril de 2006 tras un acuerdo entre el desarrollador Larry Silverstein y la Autoridad Portuaria de Nueva York y Nueva Jersey. Por 2 meses durante el verano del mismo año, varios explosivos fueron detonados en el sitio de construcción para facilitar la cimentación del edificio. El 18 de noviembre de 2006, se vertieron en los cimientos del rascacielos 400 m³ de hormigón transportados por más de 40 camiones. Un mes después se llevó a cabo una celebración en el Battery Park City, donde gran cantidad de personas fueron invitadas a firmar una viga de acero de 30 pies (9,1 m). Esta viga, la primera en ser instalada, fue soldada sobre la base del edificio el 19 de diciembre de 2006. Después, comenzó la construcción de los cimientos y la instalación del armazón de acero, y para finales de 2007, las bases y cimientos de la torre estaban casi completas.
En enero de 2008, dos grúas de construcción fueron ubicadas en el sitio. El centro de hormigón de la torre empezó a elevarse en los primeros meses de 2008, y este alcanzó el nivel de la calle el 17 de mayo. La construcción de la base continuó durante 2009 y fue completada a inicios de 2010. Tras terminar la base, la construcción de los pisos de oficinas comenzó, con la posterior instalación de los primeros paneles de cristal. En mayo de 2010, la Autoridad Portuaria declaró que estaban construyendo cerca de un piso por semana y proyectaron que el 1WTC alcanzaría los 55 pisos para finales de año. Un avanzado "capullo" (innovador sistema de andamiaje) fue instalado para proteger a los trabajadores de la caída, siendo la primera vez que un sistema de seguridad había sido instalado en una estructura de acero en la ciudad.
El 16 de diciembre de 2010, la Autoridad Portuaria anunció que la construcción de la torre había alcanzado el piso 52, levantándose a 600 pies (182,9 m) y marcando el punto medio del armazón de acero de la torre. Para el 11 de septiembre de 2011, diez años después de la destrucción del complejo original, el armazón de acero había alcanzado el piso 82, mientras que el vaciado de hormigón alcanzaba el piso 72 y la cortina de cristal llegaba al piso 56. Para inicios de diciembre, la torre había alcanzado el piso 90, alzándose aproximadamente a 1120 pies (341,4 m) por encima de la calle.
Mientras estaba en construcción en 2011, la torre fue iluminada en muchas ocasiones. El 4 de julio, fue iluminada de rojo, blanco y azul, los colores de la bandera estadounidense para conmemorar el Día de la Independencia, y fue iluminada con los mismos colores el 10 de septiembre para denotar el décimo aniversario de los ataques terroristas del 11 de septiembre. El 27 de octubre, fue iluminada con luces de color rosa en honor al Mes del Cáncer de Mama. En diciembre, la Autoridad Portuaria iluminó la torre con diversos colores para celebrar la temporada de fiestas.
En agosto de 2012, la torre de acero llegó oficialmente a su tope, alcanzando su altura hasta la azotea de 1368 pies (417 m). El 28 de junio de 2013, la torre de hormigón ya estaba casi completa y los paneles de cristal eran instalados sobre el piso 102. La construcción de la plataforma de observación y del podio de la cortina de cristal continuaba. La antena de la torre fue enviada a Nueva York en noviembre de 2012, y la primera sección de la antena fue instalada en lo alto de la torre el 12 de diciembre de 2012. El 10 de mayo de 2013 se colocó la última pieza de la antena en lo alto de la torre, llegando a su altura máxima de 1776 pies (541 m), altura que simboliza el año en que se firmó la Declaración de Independencia de los Estados Unidos, convirtiéndose en el rascacielos más alto del hemisferio occidental y en el tercero del mundo.
El One World Trade Center estaba originalmente proyectado para ser terminado y abierto en 2011. Después de varios retrasos, fue inaugurado el 3 de noviembre de 2014 a los primeros inquilinos en ocupar el edificio, con un costo estimado en abril de 2012 de 3900 millones de dólares.

## Controversias

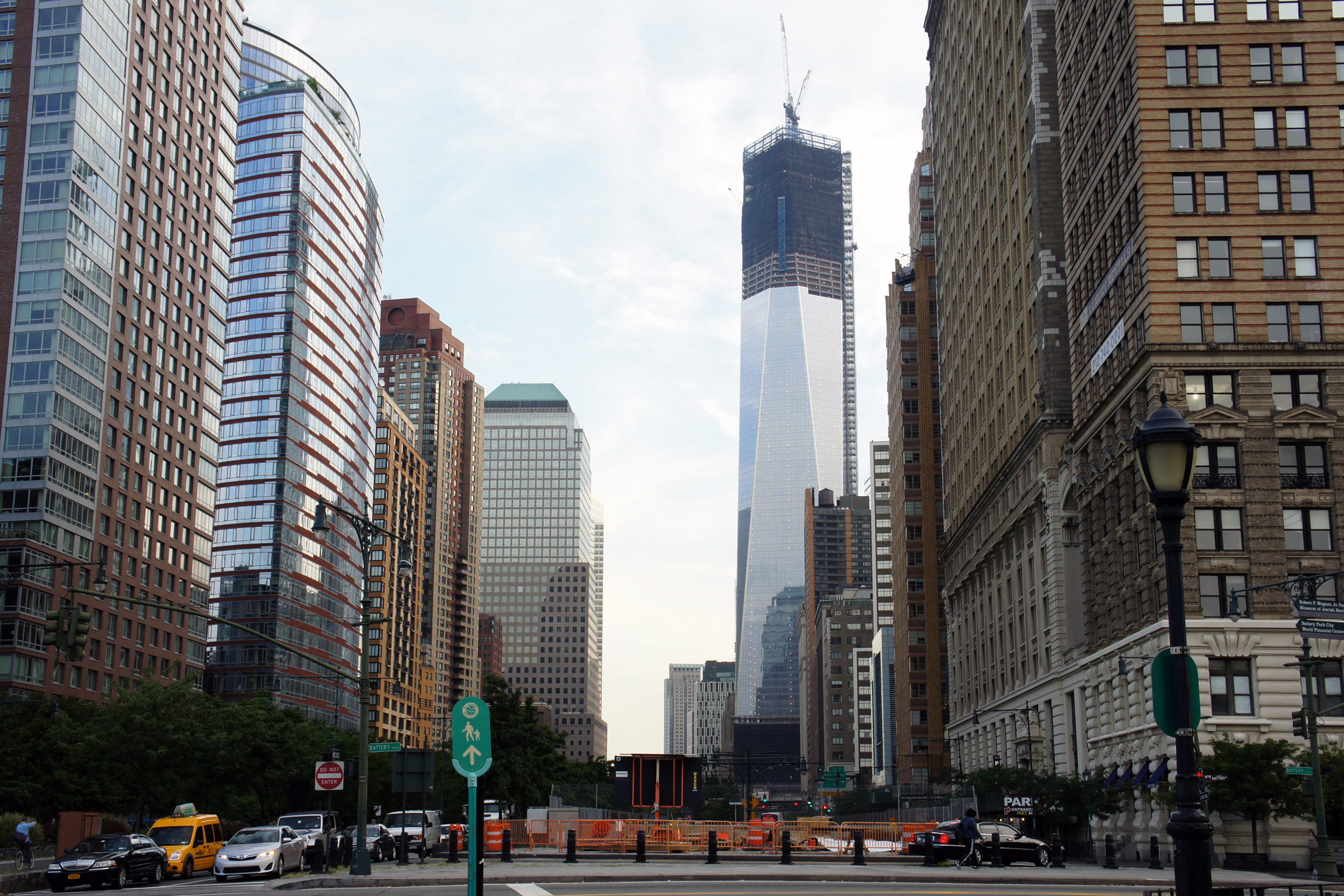
One World Trade Center en agosto de 2012.

El 1WTC ha generado una serie de controversias debido al número limitado de pisos en el diseño previo (82) que fueron designados para espacio de oficinas y otras utilidades. El espacio de oficinas de todo el WTC reconstruido fue reducido en más de 280 000 m² en comparación al complejo original. El límite de pisos fue impuesto por Silverstein, quien expresó preocupación en que los pisos más altos serían de más responsabilidad en caso de otro accidente o ataque terrorista. En un diseño subsecuente, el espacio más alto que sería ocupable es comparable con el WTC original.
Un movimiento no oficial de reconstruir las torres perdidas, llamada The Twin Towers Alliance, recolectó más de 7000 firmas apoyando la reconstrucción de las Torres Gemelas. El desarrollador Donald Trump propuso unos edificios gemelos llamados World Trade Center Phoenix (Torres Gemelas resurgen). El diseño de los gemelos luciría similar al de las Torres Gemelas, pero los edificios serían considerablemente más altos con mayores medidas de seguridad y tendrían ventanas mucho más grandes.

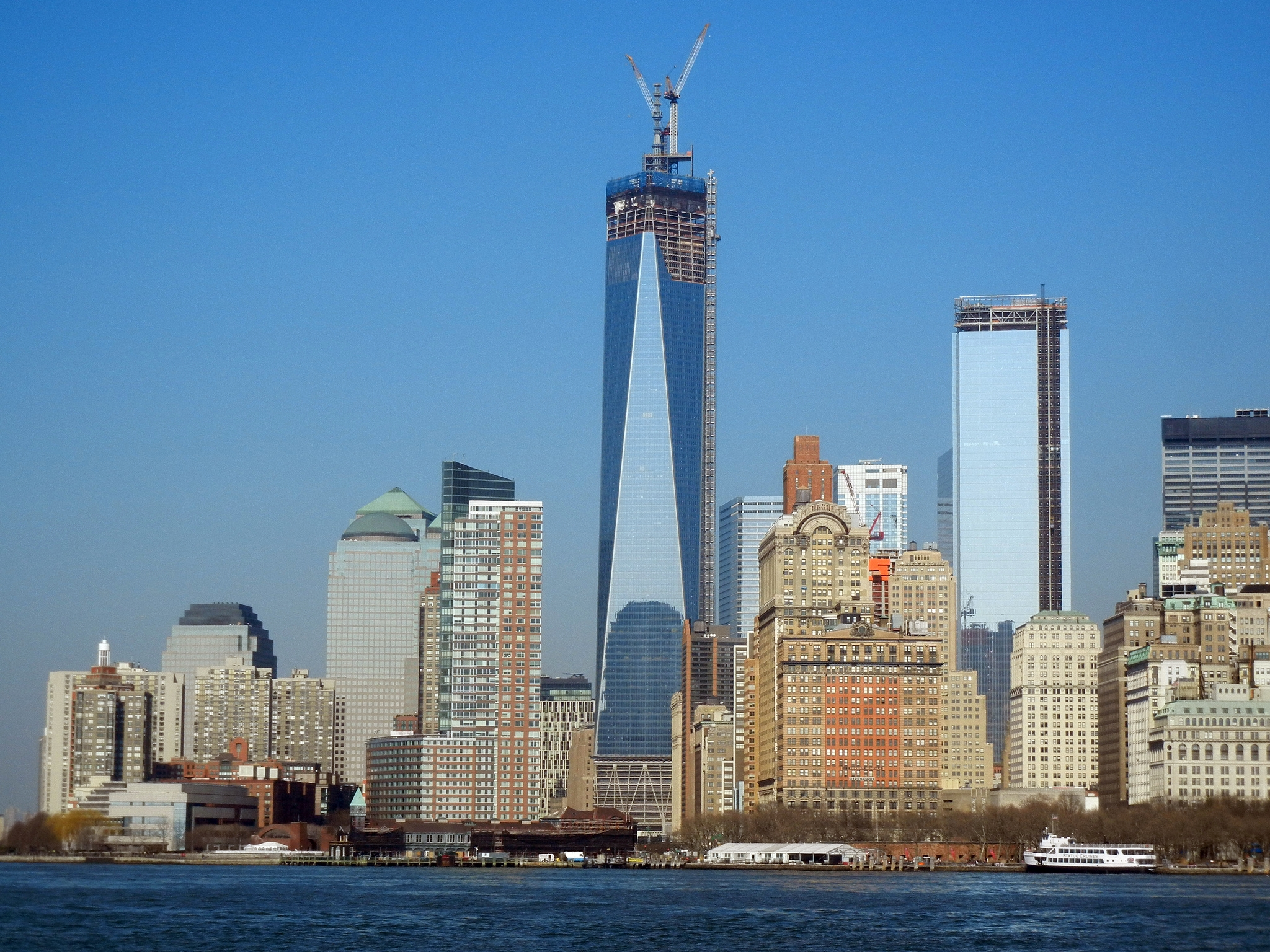
One World Trade Center en construcción en febrero de 2013.

El exgobernador de Nueva York, George Pataki, enfrentó acusaciones por la supuesta manipulación de sus influencias en el triunfo de la oferta hecha por el arquitecto ganador, siendo este un favor personal a un amigo cercano.
La base de la torre (fortificada debido a las medidas de seguridad) también ha sido una fuente de controversia. Numerosos críticos (entre ellos Deroy Murdock del National Review) han sugerido que esta es aburrida, y refleja un sentimiento de temor en lugar de libertad, llevándolos a catalogarla como "The Fear Tower" (La Torre del Miedo).
En mayo de 2011, se mostraron planos detallados de los pisos de la torre en la página web del Departamento Financiero de la ciudad de Nueva York resultando un gran escándalo por parte de los ciudadanos del área aledaña quienes cuestionaron el uso potencial de los planos para un ataque terrorista futuro. El nuevo jefe del Departamento de Policía de Nueva York, Ray Kelly, describió al One World Trade Center como "el blanco terrorista número uno de la nación".

## Cultura popular
El edificio ha aparecido en numerosos videojuegos y películas:
- En el videojuego de 2011, Call of Duty: Modern Warfare 3, la torre puede ser vista durante el asalto.
- En el videojuego de 2011, Crysis 2, puede ser visto con los demás edificios del WTC.
- En la película de ciencia ficción de 2008, Babylon A.D., puede ser visto a lo largo del skyline de Nueva York.
- En la serie de televisión, Fringe, puede ser visto en el episodio, The Day We Died, estrenado el 6 de mayo de 2011.
- En la película de 2006, Click, puede ser visto en el año 2021, en la que se muestra el One World Trade Center terminado junto con otra torre similar.
- En la película de 2012, The Avengers, se ve el One World Trade Center en construcción.
- En la película de 2012, Hombres de negro III, después de que el Agente J viera la muerte de su padre y porque no recuerda nada sobre él, regresa a Nueva York, y en el fondo se ve el One World Trade Center todavía en construcción.
- También aparece en Madagascar 3: Los Fugitivos (2012), cuando Alex, Marty, Melman, Gloria y el circo llegan a Nueva York, pero esta vez se muestra la torre completada, junto con los demás edificios del WTC.
- En la serie de televisión, Alphas, puede ser visto en el episodio, The Devil Will Drag You Under, estrenado el 24 de septiembre de 2012.
- En 2013, en la telenovela mexicana, Amores verdaderos, hace unas cortas escenas a lo largo de la telenovela durante la estancia de Francisco Guzmán en Nueva York, se ve la torre todavía en construcción.
- En la película de 2017, Resident Evil: The Final Chapter, la torre se puede ver al final de la película cuando Alice se dirige a Manhattan, se puede apreciar que el edificio tiene daños significativo debido a que fue abandonado cuando las personas se infectaron con el virus T.
- También aparece en Los pingüinos de Madagascar (2014), cuando el submarino de Dave llega a Nueva York.
- En el videojuego de 2012, Call of Duty: Black Ops 2, la torre puede ser vista en el mapa DLC "DETOUR" en el modo multijugador.
- En Oblivion (2013), la torre se ve al principio de la película en el fondo de las vistas sur del Edificio Empire State cuando Jack lleva a Julia al telescopio, la torre se ve acabada, ya que están en el año 2017.
- En The Fate of the Furious (2017), la torre se ve en varias ocasiones cuando aparecen las escenas filmadas en Nueva York, en la persecución del elenco a Dominic Toretto y en los minutos finales cuando todo el equipo está reunido.
- En el anime The Promised Neverland (2021), En el episodio 11 de la segunda temporada, la torre se ve en varias ocasiones cuando los niños y las "mamás" son teletransportados a Nueva York.
- En The Walking Dead: Dead City (2023), serie derivada de The Walking Dead, ambientada en el Nueva York postapocalíptico de 2028, se puede ver el edificio en construcción en las escenas en que se muestra el skyline, pues el apocalipsis comenzó en 2010 y el edificio no estaba acabado entonces.